# غريتا ستيفنسون
غريتا ستيفنسون (بالإنجليزية: Greta Stevenson)‏ هي كاتِبة وعالمة نبات نيوزيلندية، ولدت في 10 يونيو 1911 في أوكلاند في نيوزيلندا، وتوفيت في 18 ديسمبر 1990 في لندن في المملكة المتحدة.

## الخلفية والتعليم
وُلدت غريتا ستيفنسون في أوكلاند - نيوزيلندا، وهي أكبر أبناء ويليام ستيفنسون وغريس ماري سكوت. انتقلت عائلة ستيفنسون إلى دنيدن في عام 1914، ممَّا مكَّن غريتا من الدراسة في كلية كولومبا بين أعوام 1925 – 1928، وانتقلت بعدها إلى جامعة أوتاغو عام 1929، وتخرجت منها مع درجة البكالوريوس في علم النبات عام 1932، ثم حصلت على درجة الماجستير في علم النبات مع مرتبة الشرف الأولى في عام 1933 من نفس الجامعة. انتقلت غريتا بعد تخرجها إلى لندن والتحقت بالكلية الملكية وحصلت على درجة الدكتوراه في علم الفطريات وعلم أمراض النبات. وفي عام 1936 تزوجت من إدغار كون وكان وقتها باحثاً في مجال الهندسة الكيميائية وأنجبت منه طفلين، وعادت بعدها إلى نيوزيلندا حيث عملت مع مجلس مدينة ولنجتون كمحللة وعالمة أحياء مجهرية في اللجنة التابعة لمكتب البحث العلمي والصناعي. وبالإضافة لذلك قامت بتدريس العلوم في عدد من المدارس الثانوية. كانت غريتا أيضاً متسلقة جبال محترفة، وقد نجحت في تسلق القمة الشرقية لجبل إيرنسلو.
ألقت غريتا عدداً من المحاضرات الهامة خلال مسيرتها العلمية في جامعة أوتاغو ومجلس مدينة ويلنغتون وجامعة لندن وكلية كراولي وكلية الملك ألفريد. وتوفيت في لندن في 18 ديسمبر 1990 عن عمرٍ يناهز 79 عاماً.

## أبحاثها في علم الفطريات
نشرت غريتا ستيفنسون ثلاثة كتب عن السراخس والفطريات، وكانت جميع هذه الكتب موضحة برسوماتها الخاصة. اشتهرت بسلسلة كتب من خمسة أجزاء عن غاريقونيات نيوزيلاندا، حيث وصفت فيها أكثر من 100 نوع جديد من الفطريات، ونشرت بين عامي 1962 و1964 في دورية كيو بوليتن. وتمَّ دمج مجموعتها الخاصة من الفطريات النيوزيلندية مع تلك الخاصة بماري تايلور وباربرا سيغدين لتشكيل أساس علم الفطريات النيوزيلندية.

## حياتها المتأخرة
انفصلت غريتا وإدغار في عام 1951 وتطلقا رسمياً في عام 1966، ومع ذلك احتفظت غريتا باسم الزواج ولكنها نشرت أبحاثها وكتبها تحت اسم ستيفنسون. تنقلت غريتا بعد ذلك هذا الوقت من مكان إلى آخر، وعملت كباحثة في معهد كاوثرون في نيلسون في الفترة من 1954 إلى عام 1957، وعملت أيضاً في عدد من جمعيات النباتات في نيوزيلندا. وعادت إلى إنجلترا عام 1958 حيث عملت كباحثة في الكلية الملكية للعلوم والتكنولوجيا بلندن، ودرَّست في العديد من معاهد التعليم العالي هناك وفي مانشستر. ثم عادت إلى ولنجتون عام 1970 وعملت لمدة 10 سنوات كموظفة أبحاث بدون أجر في مجال علم النبات في جامعة فيكتوريا. وكانت عضواً ناشطاً في جمعية نساء الكتاب النيوزيلنديين وعملت كأمينة مكتبة من عام 1975 إلى عام 1977 ومن عام 1980 إلى عام 1981. عملت ستيفنسون في قسم النبات في جامعة كانتربيري، وأجرت هناك عدداً من الأبحاث وورشات العمل والدورات الدراسية حول الفطريات وعلومها. عادت غريتا إلى إنجلترا في عام 1986 وتوفيت في لندن في 18 ديسمبر 1990.